# Megachile sudanica
Megachile sudanica är en biart som beskrevs av Paolo Magretti 1898.
Megachile sudanica ingår i släktet tapetserarbin och familjen buksamlarbin. Inga underarter finns listade i Catalogue of Life.